# Eduard Soto i Moreno
Eduard Soto Moreno (Mataró, El Maresme, 20 de maig de 1978) és un actor català.

## Biografia
Es va convertir en actor per vocació, però també per tossuderia després d'haver tardat set anys a acabar BUP i COU i quedar-se adormit el dia de la selectivitat. Edu va decidir presentar-se a un càsting de la productora "El Terrat" animat per un amic seu. La prova consistia en una entrevista en la qual Andreu Buenafuente encarnava Jesús Quintero. A Edu li van encarregar que interpretés un friki, i aquell mateix dia va néixer Mario Olivetti, personatge que encarnava en el programa "Una altra cosa", i amb qui va tenir molt èxit. A partir d'aquell moment Eduard va començar a formar part de l'equip de Buenafuente, i ha aconseguit, en aquests anys, ser un dels actors còmics més importants de Catalunya.
Eduard treballava amb Andreu Buenafuente en el seu programa d'Antena 3 (i posteriorment emès per la LaSexta) amb personatges tan coneguts com El Neng, el Notari o Miguel Chiclé, (paròdia de Michael Buble, que va acabar convertint-se en Javi Williams, paròdia de Robbie Williams, i més tard en James Bluff, per James Blunt), i que tant èxit li van donar (sobretot el Neng).
Pren classes de cant, i assegura que arriba sempre tard a tot arreu. Va ser per a ell tot un honor que el nomenessin pregoner de les festes de Vilassar de Mar a l'estiu de 2004.
En 2004 va posar veu al personatge Averell Dalton per a la versió doblada al castellà de Els Dalton contra Lucky Luke, adaptació cinematogràfica de la sèrie de còmic Lucky Luke, junt amb José Corbacho, qui doblava a Joe Dalton.
En l'edició 2005 de "Ja Ja Festival" (Festival de cinema i humor de Saragossa), Edu es va emportar el premi al millor humorista de l'any, per l'originalitat en la creació d'un personatge, la seva frescor interpretativa i capacitat de sorprendre'ns.
En 2006 va deixar la seva veu a l'esquirol Hammy per a la versió doblada al Castellà de Veïns invasors.
En 2007 presenta el concurs El Rey de la Comèdia, de Televisió Espanyola, al costat d'Esther Arroyo.
També el 2007 es va estrenar "La Luna en Botella" en cinemes, pel·lícula que protagonitza Soto.
El 2008 es va incorporar a l'espai humorístic Boqueria357 al costat de Santi Millán, un programa de TV3 on encarna diferents personatges.
També en 2008, va interpretar a Mortadel·lo a la pel·lícula Mortadel·lo i Filemó. Missió: Salvar la Terra, produïda coincidint amb el 50è aniversari dels personatges protagonistes.
El 5 de febrer de 2009 es va incorporar a l'equip de la versió espanyola de l'espai d'humor Saturday Night Live i un any més tard a Lo que diga la rubia, ambdós programes de la cadena Cuatro.

## Personatges interpretats

### ElNeng
El Neng és possiblement el personatge més conegut dels que ha interpretat. Amb ell parodia la tribu urbana dels makineros de Castelldefels i del Baix Llobregat, una caracterització semblant a la dels bakalas de la resta de l'estat. La seva vestimenta sol ser informal, pròpia de les esmentades tribus urbanes. Sol presentar-se dient Què passa, Neng!. El nom 'neng' prové del català nen, mot amb què col·loquialment la gent d'aquesta tribu urbana es refereix a altres persones. Aquest final amb la lletra g (pronunciada com la forma del gerundi anglès -ing) li confereix una sonoritat gairebé exacta a l'emprada a Catalunya per aquells a qui el Neng paròdia. Té la seva versió basca: el Jonan de Baraka i el Txori, personatges similars del programa d'humor Vaya semanita, que s'emet en ETB 2.

### Altres personatges
- Massai
- Miguel Chiclé (inspirat en Michael Bublé)
- Astronauta
- El Notari
- Miguel Marrón
- David Mecha (inspirada en David Meca)
- Javi Williams (inspirat en Robbie Williams)
- James Bluff (inspirat en James Blunt)
- '8' del número 11811
- David Bisbal
- Mario Olivetti (Representant musical de famosos músics com Juan d'Operación Triunfo 1)

## Obres

### Filmografia
- Tapes (2005)
- Kibris: La ley del equilibrio (2005)
- Chuecatown (2007)
- Pactar amb el gat (2007)
- La luna en botella (2007)
- Mortadelo y Filemón. Misión: Salvar la Tierra (2008)
- Viva Luisa (2008) (TV)
- Perdiendo el este (2019)
- Los Rodríguez y el más allá (2019)

### Programes
- Una altra cosa (2002-2005)
- Buenafuente (BF) (2005-2007)
- Boqueria357 (2007-2008)
- Boqueria357 AfterSun (2008-)
- Saturday Night Live (2009)
- Bicho Malo (nunca muere) (2009) Antena.Neox
- Lo que diga la rubia (2010) Cuatro
- Land Rober (2010) a Televisión de Galicia.
- Dues dones divines (2011-?¿) TV3
- La hora de José Mota (Especial cap d'any) (2011) a La 1.
- Tu cara me suena (de convidat) (2012, 2014) a Antena 3.
- Me resbala (2013-2017) a Antena 3.
- El pueblo más divertido (2014) a La 1.
- Un, Dos, ¡Chef! (2014) a Disney Channel (Espanya)
- 80 cm (2015) a La 2.
- Tu cara me suena (2015-2016) a Antena 3 (concursant).
- El árbol de los deseos (2017) a La 1.
- Celebrity MasterChef (2017) a La 1.
- Lolita tiene un plan (2017) a La 1.
- Feliz Año Neox (2017) a Neox.
- El paisano (2019) a La 1.